# 259 f.Kr.

## Händelser

### Efter plats

#### Seleukiderriket
- Den seleukidiske kungen Antiochos II finner en medgörlig allierad i kung Antigonos II Gonatas av Makedonien, som har tvingats ta itu med Ptolemaios II:s försök att destabilisera hans kungarike. Dessa båda inleder så det andra syriska kriget mot Ptolemaios för att hämnas Antiochos faders förluster.

#### Sicilien
- Karthagerna under Hamilcar utnyttjar sin seger vid Thermae på Sicilien året innan genom att genomföra ett motanfall mot romarna och erövra Enna. Hamilcar fortsätter söderut till Camarina, på syrakusiskt territorium, för att försöka övertyga Syrakusaborna att åter gå med i kriget på karthagernas sida.

## Födda
- Qin Shi Huang, den förste kejsaren av Kina (född detta eller föregående år; död 210 f.Kr.)